# Vụ nổ Nashville 2020

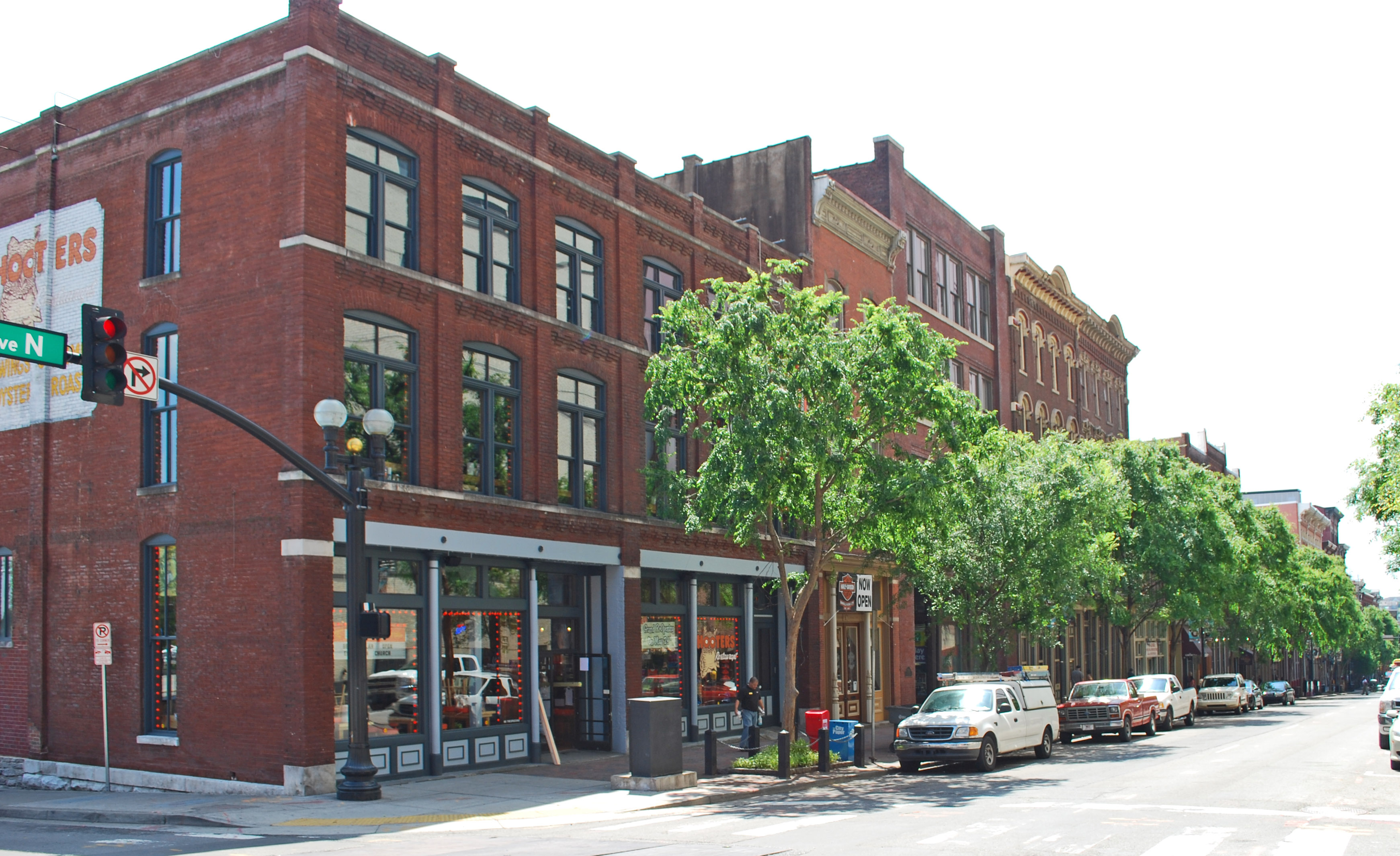
Vụ nổ xảy ra ở khu phố này trong Second Avenue Commercial District

Vào ngày 25 tháng 12 năm 2020, phương tiện giải trí tự hành (RV) đã phát nổ ở trung tâm thành phố Nasville, bang Tennessee, Hoa Kỳ, làm ít nhất ba người bị thương và làm hư hại hàng chục tòa nhà. Vụ nổ, được cho là có chủ ý, xảy ra tại 166 Second Avenue North, giữa Phố Church và Phố Commerce vào lúc 6:30 sáng. Các nhân chứng cho biết đã nghe thấy tiếng súng và loa trên xe cảnh báo mọi người sơ tán trước khi vụ nổ.  Ảnh hưởng của vụ nổ có thể được cảm thấy từ địa điểm cách xa hàng kilomet từ tâm vụ nổ. Cục Điều tra Liên bang Mỹ (FBI) đang bắt đầu điều tra.

## Vụ nổ và ảnh hưởng
Vụ nổ có liên quan đến một chiếc xe giải trí (RV) đã đến lúc 1 giờ 22 phút sáng bên ngoài một tòa nhà truyền dẫn AT&T trên Đại lộ số 2 phía Bắc ở trung tâm thành phố Nashville. Vào sáng hôm sau, một tin nhắn được ghi âm từ RV nói bằng giọng nữ được vi tính hóa, "Hãy sơ tán ngay. Có một quả bom. Một quả bom ở trong phương tiện này và sẽ phát nổ."  Vào khoảng 5:30 sáng, các nhân viên Sở Cảnh sát Metropolitan Nashville đang điều tra các vụ nổ súng trong khu vực. Sau khi nghe được đoạn ghi âm, sáu sĩ quan đã sơ tán cư dân sống trong khu vực và gọi đến đơn vị xử lý thiết bị nguy hiểm.
Vào lúc 6:30 sáng, chiếc xe trên phát nổ trong khi đội tìm kiếm bom đang trên đường tiếp cận nó. Ba người bị thương nhẹ, trong đó có một sĩ quan bị hất văng xuống đất. Không có trường hợp tử vong nào được báo cáo. Một video được đăng lên mạng xã hội dường như cho thấy các mảnh vỡ từ vụ nổ rơi xuống một tòa nhà cách vị trí ban đầu khoảng hai dãy nhà. Ít nhất ba phương tiện bị cháy sau vụ nổ, ít nhất 41 cơ sở kinh doanh bị hư hại, và một tòa nhà nằm đối diện với nơi xảy ra vụ nổ bị sập.
Vụ nổ khiến dịch vụ của AT&T trên toàn nước Mỹ bị mất tín hiệu, nhưng chủ yếu là ở Middle Tennessee, do việc hư hỏng cơ sở hạ tầng của cơ sở dịch vụ của AT&T nằm gần nơi xảy ra vụ nổ. Dịch vụ di động, điện thoại có dây, Internet và truyền hình U-question, cũng như nhiều mạng điện thoại 9-1-1 và mạng điện thoại không khẩn cấp trong khu vực đã bị ảnh hưởng. Cục Hàng không Liên bang đã cho dừng các chuyến bay từ Sân bay Quốc tế Nashville trong khoảng một giờ do các vấn đề về liên lạc tại Trung tâm Kiểm soát Giao thông Đường hàng không Memphis, mà có liên quan đến vụ nổ.

## Hậu quả
Ngay sau khi vụ nổ xảy ra, một đội phá bom cùng với cảnh sát và các nhà điều tra liên bang đã đến hiện trường để thu thập bằng chứng. Văn phòng hiện trường của FBI ở Memphis đang dẫn đầu cuộc điều tra, cùng với Cục Rượu, Thuốc lá, Súng và Chất nổ, và các cơ quan thực thi pháp luật của bang và địa phương. Sở Cứu hỏa Nashville sơ tán dân cư khu vực bờ sông trung tâm thành phố, và Thị trưởng John Cooper đã ban hành lệnh giới nghiêm cho khu vực bị ảnh hưởng (khu vực giáp James Robertson Parkway, Đại lộ số 4 phía Bắc, Broadway và Sông Cumberland) bắt đầu từ 4 giờ: 30 giờ chiều ngày 25 tháng 12 và kéo dài đến 4 giờ 30 phút chiều Chủ nhật, ngày 27 tháng 12.
Cảnh sát ở Cincinnati, Ohio, đã đóng cửa các đường phố ở trung tâm thành phố trong vài giờ trong khi điều tra một chiếc xe RV với động cơ của nó đang hoạt động bên ngoài Tòa nhà Liên bang, cho rằng vụ nổ Nashville là lý do cho mức độ cảnh giác cao. Xe RV này hóa ra có một máy phát điện, tạo ra âm thanh gần giống như động cơ đang chạy.